# Paucicalcaria
Paucicalcaria is een geslacht van schietmotten uit de familie Hydroptilidae.

## Soorten
Deze lijst is mogelijk niet compleet.
- P. ozarkensis ML Mathis & DE Bowles, 1989